# Indonesische Verteidigungsuniversität

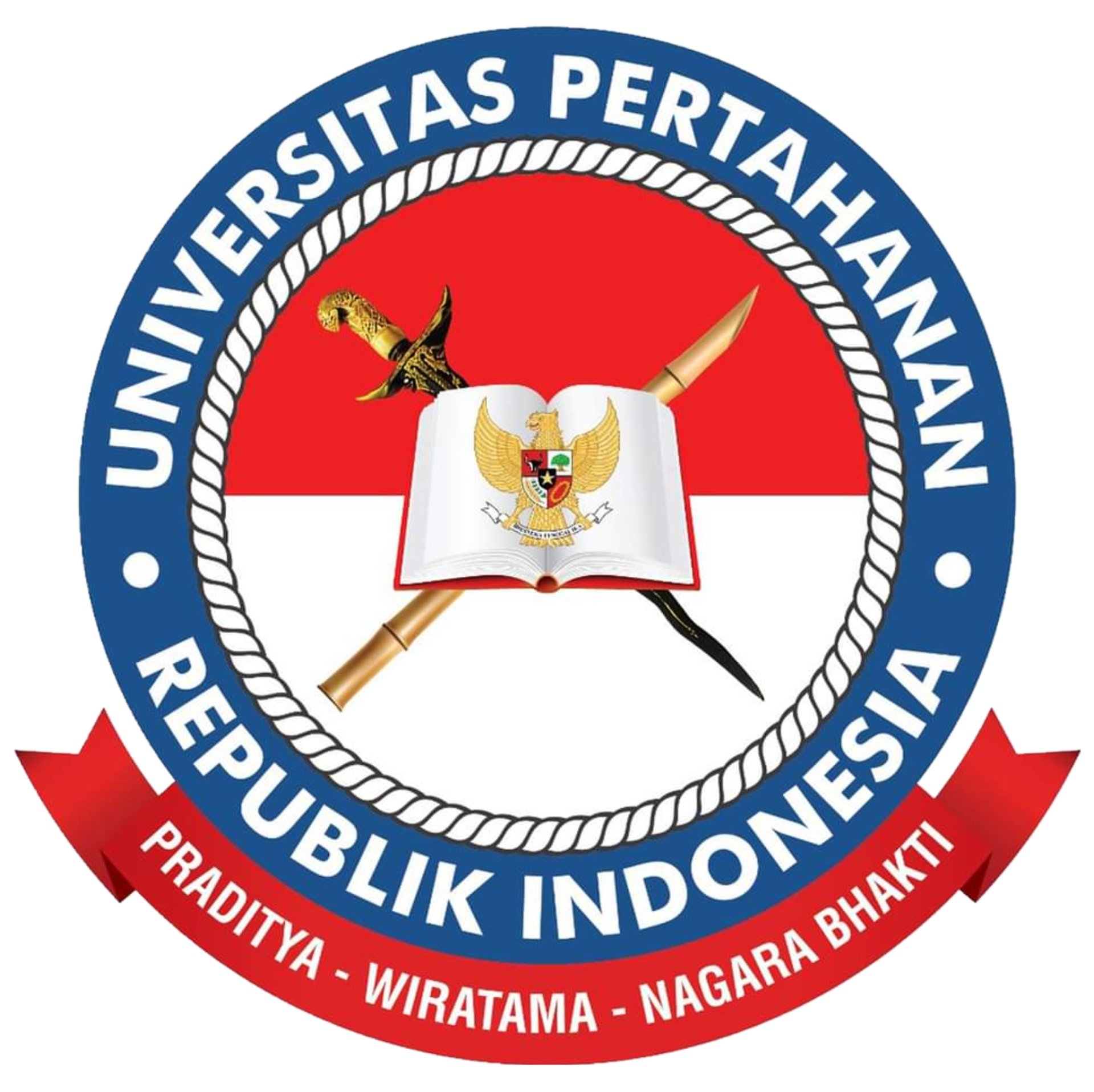
Logo der Verteidigungsuniversität der Republik Indonesien, Motto: Praditya – Wiratama – Nagara Bhakti

Die Indonesische Verteidigungsuniversität  (Universitas Pertahanan Indonesia, Abk. UNHAN) bzw. Verteidigungsuniversität der Republik Indonesien (Universitas Pertahanan Republik Indonesia; Abk. UNHAN RI); engl. Indonesian Defense University (Abk. IDU) oder University of Defense of the Republic of Indonesia ist eine staatliche Universität in Indonesien. Sie befindet sich in dem Ort Bogor, Westjava.
Die indonesische Regierung gründete 2009 die Indonesische Verteidigungsuniversität, von der erwartet wird, dass sie sich zu einer epistemischen Gemeinschaft für Verteidigungspolitik entwickelt, in der Zivilisten und Militärs interagieren und die Schlüsselfragen der Verteidigungspolitik diskutieren.
Die indonesische Verteidigungsuniversität wurde nach dem Vorbild der amerikanischen National Defense University in Washington, D.C. gegründet und ist die erste Militärschule in Indonesien, die akademische Abschlüsse verleiht.
Die Universität bietet Berufs-, Grund- und Aufbaustudiengänge im Bereich Verteidigung und Landesverteidigung an, „mit dem Ziel, eine am Tri Dharma der Hochschulbildung orientierte Entwicklung zu verwirklichen, um nationale Bildungsstandards und Universitäten von Weltrang (Verteidigungsuniversität von Weltrang) zu erreichen und gleichzeitig nationale Werte zu bewahren.“
Sie bildet neben Militärs auch zivile Verteidigungsexperten aus, die – Philip Lorenz vom Peace Research Institute Frankfurt zufolge – „dazu beitragen könnten, das Verteidigungsministerium auch unterhalb der Ebene des Ministers nachhaltig zu zivilisieren und gegenseitigen Respekt zwischen Militärs und Zivilisten zu befördern“.
Einer Äußerung ihres ehemaligen Rektors, Leutnantgeneral Yoedhi Swastanto, im Jahr 2018 zufolge gehören zu den 13 Professoren für ihr Doktorandenprogramm unter anderem der ehemalige indonesische Präsident Susilo Bambang Yudhoyono, der ehemalige Verteidigungsminister Purnomo Yusgiantoro und der Beobachter im Politik- und Verteidigungsbereich Salim Said.